# Epichorista lindsayi
Epichorista lindsayi es una especie de polilla del género Epichorista, categorizada en la tribu Archipini, de la subfamilia Tortricinae.

## Distribución
Se distribuye por Oceanía: en Nueva Zelanda, en la ciudad de Little River, región de Canterbury.

## Taxonomía
Fue descrita por Alfred Philpott en 1928.
Tratamiento taxonómico
La especie aparece registrada y publicada en Rec. Canterbury Mus 3: 181.